# Grande Revolta Polonesa (1806)
Grande Revolta Polonesa de 1806, ou Revolta de Novembro foi uma insurreição militar de poloneses na Wielkopolska (Grande Polônia) contra a ocupação por forças prussianas após as Partições da Polônia
(1772-1793).
A Grande Revolta de 1806 foi organizado pelo general Jan Henryk Dabrowski para ajudar no avanço das forças francesas sob Napoleão I na liberação da Polônia da ocupação Prussiana. A Revolta Wielkopolska foi um fator decisivo que permitiu a formação do Ducado de Varsóvia, em  1806 e a inclusão da Wielkopolska no Ducado de Varsóvia.
Foi uma das duas mais bem-sucedidas sublevações (totalmente vitoriosa) da história da Polônia, além da Grande Revolta Polonesa de 1918-1919.

## Antecedentes
A Guerra da Quarta Coligação entre a França napoleónica e o Reino da Prússia deu esperança aos habitantes poloneses da Grande Polônia de recuperarem sua independência.
Napoleão, contando com a vantagem de ter controle sobre terras do outro lado da Prússia, enviou emissários a um grupo da Prússia Meridional, para recolher informações sobre a situação na província e as simpatias dos cidadãos poloneses. Em 20 de setembro de 1806, o imperador enviou ordens para formar uma nova divisão a partir de desertores poloneses do exército prussiano. Eram tantos que, dois dias mais tarde, Napoleão decidiu formar uma segunda divisão.
O conflito aberto entre a França e a Prússia assegurava que a Prússia só poderia manter um pequeno número de tropas na Grande Polônia. Além disso, uma grande parcela dessas tropas era constituída de poloneses. Isto causou uma grande confusão para comandantes prussianos, por exemplo, entre 1 de novembro e 20 de dezembro, 3000 soldados poloneses (1/7ª parte) desertaram do exército de Toruń.
A baixa moral dos alemães contribuiu para a vitória francesa na batalha de Jena.

## Missão do General Dabrowski
A fim de organizar uma diversão na retaguarda dos Prussianos, Napoleão escolheu o General Jan Henryk Dabrowski, que estava estacionado na Itália. Dabrowski foi escolhido para esta missão porque era muito respeitado na Grande Polônia por causa de sua liderança militar durante a revolta de 1794.
Napoleão enviou uma mensagem a Dabrowski em 5 de Outubro de 1806 e em 22 de Outubro, o General se reuniu com o Imperador em Dessau. Durante essa audiência, Napoleão ordenou a Dabrowski que fosse a Poznań organizar as tropas regulares polonesas. Após quatro dias de preparação, Dabrowski propôs ao imperador francês o seu plano de formar um exército polonês de 40000 soldados. Para concretizar este plano, Dabrowski pediu que lhe fosse enviados oficiais poloneses de outras unidades unidades napoleónicas, tendo por seu pedido especial que Józef Wybicki fosse designado para se tornar o futuro chefe das autoridades civis. Este grupo ouviu de Napoleão, que já estava em Berlim, que "[poloneses] devem merecer sua independência", e quando perguntado se ele iria criar um Estado polonês, Napoleão respondeu: "Eu vou ver se os poloneses são dignos de serem uma nação ".

## Revolta
Dabrowski enviou emissários antes dele para Poznań, para avaliar a situação. Depois deles voltarem à Assembléia Geral com a notícia de que toda a "região é repleta de espírito patriótico e alegria sobre o sucesso do Exército francês", Dabrowski e Wybicki entraram na cidade em 3 de novembro de 1806 conduzindo as primeiras unidades do exército francês. Sua chegada tornou-se uma grande manifestação patriótica polonesa. Neste mesmo dia, Dabrowski clamou os poloneses a defenderem com armas do lado de Napoleão e a lutarem contra a ocupação Prussiana. Dabrowski e Wybicki criaram Comissões Voivodias  (Komisja wojewódzka), cujas funções eram tomar o controle administrativo e manter a zona tranquila, evitando brigas sobre questões sociais e econômicas.
A proclamação de Dabrowski e Wybicki foi entusiasticamente adotada pela burguesia, mas com reservas pela Szlachta. Portanto, no recém-criada Departamento de Poznań, unidades polonesas foram formadas principalmente nas grandes áreas urbanas como Poznań, sendo no campo a mobilização muito lenta.
No Departamento de Kalisz, uma proclamação especial para esta área foi anunciado em 9 de novembro, com os grandes centros de combatentes para a insurreição sendo formados em Kalisz e Konin. Em 10 de novembro, os combatentes poloneses se envolveram em batalhas contra tropas prussianas perto de Ostrzeszów e Kępno; depois, em 13 de novembro a sublevação propagou-se para a área cerca de Sieradz.
Os poloneses tiveram mais dificuldade em lutar no Departamento de Bydgoszcz. O general Amilkar Kosiński, como comandante das recém-criadas unidades polonesas nesta região teve de lutar contra as maiores tropas prussianas da  Grande Polônia, ao lado de um pouco cooperante intendente francês, usando tropas com muito pouca formação ou experiência.
Entretanto, Dabrowski já estava criando um exército regular, mobilizando tropas a cada dez casas de campo, e em 3 de dezembro designou os Pospolite ruszenie como auxiliares para as tropas regulares. Estas unidades do Exército regular, junto com algumas tropas irregulares, limparam a Grande Polônia de alguns bolsões de unidades prussianas remanescentes. O levante se disseminou para outras regiões, e em novembro, os comabatentens assumiram o controle sobre a fortaleza de Jasna Góra.
Principalmente devido à ação de Wybicki, no início de janeiro de 1807, o exército regular polonês, organizados como outros exércitos de Napoleão, era constituído de 23.000 soldados (dos quais 20.000 eram dos Departamentos de Poznan e Kalisz ). O imperador francês permaneceu em Poznan entre 27 de novembro e 12 de dezembro 1806.

## Campanha Pomerana
Em 1 de janeiro de 1807, Dabrowski estava perto de Łowicz, de onde recebeu das mãos de Wincenty Krasinski a bulawa de Hetman Stefan Czarniecki. O grande mérito de Dabrowski e sua popularidade entre os soldados não recebiam muita consideração, no processo de nomeação do Chefe do Departamento de Guerra na Comissão de Governo (szef Dyrekcji wojny w Komisji Rządzącej). Józef Poniatowski, que era desfavorável a Dabrowski, foi nomeado em seu lugar. Napoleão lhe escolheu porque queria garantir a cooperação da aristocracia polonesa. As grandes diferenças entre Dabrowski e Poniatowski foram exemplificadas durante a escrita do Código do Exército Polonês. Poniatowski queria manter o castigo corporal, mas Dabrowski se opôs ruidosamente contra ele. Para evitar este conflito, Napoleão decidiu que iria adoptar código francês no Exército polonês .
Em 3 de janeiro, o marechal francês Louis Alexandre Berthier deu ordens para as unidades existentes das divisões dos Departamentos de Poznan e Kalisz para formar uma brigada de cada Departamento. O Comandante nomeado da Brigada de Poznań era o general Wincenty Axamitowski e da Brigada de Kalisz o general Estanislau Fiszer. Ambas as brigadas de infantaria formaram uma divisão comandada por Dabrowski. As brigadas foram reforçadas por 300 membros de cavalaria polonesa, além da unidade do Departamento de Varsóvia, que foram ambos transformados em um único regimento de cavalaria, comandado pelo filho de Jan Henryk Dabrowski - Ten. Col. Jan Michał Dabrowski. Todas as unidades da nova divisão, que começaram sua marcha em 7 de janeiro, deveriam reunir-se em Bydgoszcz.
Enquanto isso, as unidades comandadas por Amilkar Kosiński, que lutava contra tropas regulares prussianas desde dezembro, venceu a batalha de Koronowo e marchou para Swiecie, forçando o inimigo a deixar a cidade e garantindo o lugar de concentração para a recém-criada divisão.
Antes do início da nova campanha, as principais tropas polonesas foram reforçadas e reorganizadas em três divisões: Divisão Poznań comandada por JH Dabrowski, Divisão Kalisz comandada por Józef Zajączek e Divisão Varsóvia comandada por Józef Poniatowski. A Divisão Kalisz foi enviado para o cerco de Grudziądz e a Divisão Varsóvia moveu-se em direção ao norte com todo o Exército francês na direção de Gdańsk. Neste momento, 6000 soldados da Divisão Poznań permaneceram próximos de Bydgoszcz avançando mais tarde para Gniezno e Tczew. Ambas as cidades foram capturadas, mas os poloneses foram forçados a recuar por tropas prussianas. Mais tarde, Poniatowski ordenou a desmobilização de uma parte do Pospolite ruszenie, que enfraqueceu a Divisão Poznań, que foram devolvidos como reforços em fevereiro de 1807. Depois disso, só as tropas do general Kosiński continuaram lutando nesta área.
Após uma reorganização, a Divisão Poznan ficou composta de 6 batalhões de infantaria, 3 esquadrões de cavalaria e 2000 Pospolite ruszenie comandadas pelo general Michał Sokolnicki. Em 15 de fevereiro, a cavalaria capturou novamente Tczew, mas foi novamente forçada a recuar. Oito dias depois, em 23 de fevereiro, toda a divisão atacou a cidade, defendida por uma forte guarnição prussiana. Após 7 horas de batalha, os poloneses capturaram Tczew, mas o Gen. Dabrowski foi ferido, forçando-o a abandonar a sua divisão por um tempo, e seu filho foi gravemente ferido também. Portanto, J.M. Dabrowski foi promovido à categoria de general de brigada e transferido para o Corpo Inválido. Depois da batalha, o Gen. Kosiński tornou-se o novo comandante da divisão.
Antes disso, em janeiro de 1807, Dabrowski havia formado, a partir de tropas de Poznań, um grupo da divisão comandada pelo coronel Garczyński. Esta unidade capturou Piła, Wałcz e Wieluń. Em fevereiro de 1807, o grupo de Garczyński era subordinado ao Gen. Kosiński e, mais tarde, com algumas tropas do Pospolite ruszenie, foi enviado para lutar perto de Szczecinek. Neste momento, o soldados de Sokolnicki capturaram Słupsk e, mais tarde, tomaram parte no cerco de Gdańsk, que se entregou em maio. Também em maio, a Divisão Poznan, renomeada como 3a Divisão Polonesa, retornou ao comando do Gen. J.H. Dabrowski. Após a captura de Gdańsk, tropas polonesas lutaram também na Masúria, incluindo a batalha de Friedlândia.

## Resultado
A campanha Pomerana foi encerrada com a capitulação de Königsberg em 15 de junho de 1807, mais tarde o Tratado de Tilsit e com o reconhecimento do Ducado de Varsóvia, pelo Reino da Prússia.
No entanto, houve um efeito mais imediato. Na época do levante, o exército prussiano, embora invencível anteriormente, havia lutado até quase o ponto de liquidação total. Napoleão tinha destruído a maioria do exército prussiano apenas meses após a declaração de guerra, e a única força significativa leal ao regime prussiano que permanecia era a guarnição prussiana da Polônia. Essas tropas deveriam reforçar os russos e continuar lutando contra os franceses. Com esta revolta polonesa apoiada pelas operações militares francesas, isso já não era possível pela simples razão de somente punhado de unidades prussiano havia conseguido escapar e se juntar aos russos, o exército prussiano tinha sido completa e sistematicamente dizimado. A Rússia teria que enfrentar a França sozinha.